# Ophiogobius ophicephalus
Ophiogobius ophicephalus és una espècie de peix de la família dels gòbids i de l'ordre dels perciformes.

## Hàbitat
És un peix marí, de clima subtropical i demersal.

## Distribució geogràfica
Es troba a l'Atlàntic sud-occidental: l'Argentina i l'Uruguai.

## Observacions
És inofensiu per als humans.